# Marie Aubert
Marie Grønborg Aubert (1979. július 17. –) norvég író, újságíró, Oslóban él.

## Életpályája
Az Oslói Egyetemen és a Voldai Egyetemen szerzett felsőfokú képzettséget. 2001–2002-ben a hordalandi Bergenben az Íróakadémián (Skrivekunstakademiet) kreatív írást tanult, de utána szinte teljesen abbahagyta a novellaírást. Újságíróként dolgozott többek között az Aftenposten című lapnál (2007–2008), azután információs tanácsadó volt a Norvég Filmintézetben (2008–2013), majd 2013-tól a Kagge Forlag kiadónál.
Hosszú évek óta először írt novellájával 2013-ban megnyert egy novellapályázatot, és egy kiadó újabb novellákat kért tőle. Első könyve, novelláinak gyűjteménye 2016-ban jelent meg és azonnal sikert aratott (Kan jeg bli med deg hjem).
Első regénye, a Voksne mennesker (2019) lelkes fogadtatásban részesült és 2020 tavaszán  elnyerte a norvég Ifjúsági Kritikusok Díját (angolul: Young People’s Critics’ Prize). Regényét több nyelvre lefordították, magyarul Felnőtt emberek címen Pap Vera-Ágnes fordításában a Scolar Kiadó jelentette meg 2021-ben.

## Munkái
- Kan jeg bli med deg hjem, (nyers fordításban: 'Hazamehetek veled') elbeszélések (2016)
  - Ha történne valami – Scolar, Budapest, 2022 · ISBN 9789635094981 · Fordította: Pap Vera-Ágnes
- Stille uke, Sachbuch (2018)
- Voksne mennesker, (2019)
  - Felnőtt emberek – Scolar, Budapest, 2021 · ISBN 9789635093526 · Fordította: Pap Vera-Ágnes